# Piñor
Piñor è un comune spagnolo di 1 552 abitanti situato nella comunità autonoma della Galizia.